# دیل استفنس (بازیکن فوتبال)
دیل استفنس (انگلیسی: Dale Stephens؛ زادهٔ ۱۲ ژوئن ۱۹۸۹) بازیکن فوتبال اهل بریتانیا است.
از باشگاه‌هایی که در آن بازی کرده است می‌توان به باشگاه فوتبال روچدیل، باشگاه فوتبال چارلتون اتلتیک، باشگاه فوتبال ساوت‌همپتون، باشگاه فوتبال اولدهام اتلتیک، باشگاه فوتبال بری، باشگاه فوتبال درویلزدن، و باشگاه فوتبال برایتون اند هوو آلبیون اشاره کرد.